# 윤석구 (1930년)
윤석구(尹錫求, 1930년 11월 10일 ~ 1999년 1월 29일)는 대한민국의 교육자, 물리학자이다. 미국 사지노 주립대학 물리학과 교수를 역임했다.
사지노 주립대학 물리학과의 교수와 정교수, 물리학과 학과장 등을 역임했다. 또다른 물리학자로 카이스트에서 활동했던 윤창구는 그의 5촌 당숙 윤택선의 아들이자 6촌 동생이었다.

## 약력
서울대학교 물리학과를 졸업하였고, 춘원 이광수의 아들인 이영근 등이 그의 동창이었다. 그뒤 미국으로 건너가 사지노 주립대학 물리학과의 교수와 정교수, 물리학과 학과장이었고 MIT 공과 대학 방문 교수였다. 재미국물리학회 회장을 역임했다.
미시건 주립 대학 교육위원회 상을 수상했다. 1999년 1월 29일에 사망, 미국 드랜드윌러 로드 200, 웨어스미스 울에버 공원묘지에 매장되었다.

## 저서
- 《한국물리학의 선구자와 재미한인 물리학자》

## 가족 관계
- 부인 : 김정혜(金貞惠, 1932년 ~ )
  - 1남 2녀